# Donaudurchbruch bei Beuron
Der Donaudurchbruch bei Beuron ist ein Durchbruchstal am Oberlauf der Donau zwischen Fridingen und Sigmaringen im ehemaligen Dreiländereck von Württemberg, Hohenzollern und Baden. Es entspricht dem Naturraum 092.31 Donaudurchbruch bzw. Oberes Donautal der Haupteinheit 092 Baaralb und Oberes Donautal.
Im per Luftlinie in West-Ost-Richtung 14 km langen Gebiet im Naturpark Obere Donau durchbricht die Donau die südwestliche Schwäbische Alb. Am bekanntesten und landschaftlich schönsten ist das Durchbruchstal im Umkreis des Benediktinerstiftes Beuron, wo die durch Erosion freigelegten Felswände aus fossilreichen Kalksteinen des Weißjura beiderseits des Flusses teilweise senkrecht und über 200 Meter hoch sind. Beliebte Wanderwege mit markanten Aussichtspunkten in die Tiefe begleiten den Steilabbruch auf seiner Nordseite. Der Donauradweg führt auf insgesamt anspruchsloser Strecke und meist auf Naturbelag mit wenigen kurzen, starken Steigungen durch die Talenge. Auch der Schwäbische-Alb-Radweg und die Via Beuronensis durchziehen die Landschaft als Fernradweg und als Fernwanderweg.
Diese Aussichtspunkte tragen kuriose Namen wie Pfannenstiel, Hexenturm oder Knopfmacherfelsen; letzterer bietet einen Blick auf die Donauschlinge beim Kloster Beuron.
Im Gegensatz zum Donaudurchbruch bei Weltenburg ist hier die Bezeichnung geologisch zutreffend, da sich seit den Zeiten der Urdonau die Alb- und Alpenhebung ereignete und sich der Abfluss vom Schwarzwald stärker nach Osten verlagerte.

## Nachweise
1. ↑  Alfred G. Benzing: Geographische Landesaufnahme: Die naturräumlichen Einheiten auf Blatt 186 Konstanz. Bundesanstalt für Landeskunde, Bad Godesberg 1964. → Online-Karte (PDF; 4,1 MB)
2. ↑  Friedrich Huttenlocher: Geographische Landesaufnahme: Die naturräumlichen Einheiten auf Blatt 178 Sigmaringen. Bundesanstalt für Landeskunde, Bad Godesberg 1959. → Online-Karte (PDF; 4,3 MB)